# Evemero
Evemero da Messina (in greco antico: Εὐήμερος ὁ Μεσσήνιος?, Euḗmeros ho Messḗnios, "felice", "prospero"; in latino: Euhēmerus; Messina o Agrigento, 330 a.C. circa – Alessandria d'Egitto, 250 a.C. circa) è stato un filosofo e storico siceliota, attivo presso la corte di Cassandro di Macedonia.

## Biografia
Il luogo di nascita è stato oggetto di discussione in base alle attestazioni delle fonti: la maggior parte lo dice nativo di Messina, ma Clemente Alessandrino e Arnobio lo danno nativo di Agrigento (meno correttamente lo si dice nativo di Messene e colono a Messina).
Contemporaneo di Dicearco da Messina, visse nel periodo immediatamente successivo alla morte di Alessandro Magno e fu frequente viaggiatore. Ci viene testimoniato come amico di Cassandro, divenuto re di Macedonia a seguito delle numerose congiure tra i diadochi. Per conto dell'influente benefattore compì numerosi viaggi che lo portarono fino all'Oceano Indiano.
Dopo il viaggio, forse nella zona arabica, tornò dopo un lungo itinerario ad Alessandria d'Egitto dove scrisse la Storia sacra, opera che gli attirò aspre critiche da parte di Callimaco.

## LaStoria Sacra
L'opera ci è giunta solo in frammenti di tradizione indiretta, dei quali quelli più cospicui sono riportati da Diodoro Siculo e dalla traduzione dell'opera in latino compiuta da Ennio e giunta a noi in un ampio frammento tramandatoci a sua volta da Lattanzio: il testo di Evemero, comunque, era originariamente strutturato in tre libri.
Il titolo Ἱερὰ ἀναγραφή (Hierà anagraphḗ, tradotta da Ennio come Sacra Historia) è problematico: l'aggettivo sacro ed un secondo termine che nel lessico storiografico greco indica un registro o una trascrizione creano un apparente cortocircuito semantico rispetto agli intenti della storiografia Tucididea.
In quest'opera era inserita, nel resoconto di un viaggio immaginario, la presentazione di una città ideale, Pancaia situata in un'isola dell'Oceano Indiano e ordinata secondo un sistema collettivista.
Nel I libro, Evemero raccontava di essere partito dall'Arabia per dirigersi in esplorazione nell'Oceano Indiano. Persa la rotta, la spedizione approdò in vista di un arcipelago di cui l'isola principale era Pancaia o Iera. 
Seguiva una descrizione dei mirabilia dell'isola, notevole per i suoi aspetti naturali e per le particolari usanze religiose degli abitanti. Iera-Pancaia, un'isola sacra ricca di alberi di incenso ed altre essenze vegetali adatte ai sacrifici ed ai riti religiosi, era larga quasi 36 chilometri ed aveva a poca distanza un altro isolotto che fungeva da cimitero reale. I Pancei erano non solo indigeni, ma anche di provenienza orientale, come Oceaniti ed Indiani, nonché Sciti e Cretesi (quindi popoli di grande saggezza) ed abitavano nella capitale, Panara, che aveva leggi proprie e non era retta da un sovrano, ma da tre magistrati annuali, che si occupavano della giustizia ordinaria coadiuvati dai sacerdoti. A 10 chilometri da Panara era stato eretto, in una pianura, il tempio di Zeus Trifilio, ossia delle tre tribù primitive dell'isola, i Pancei, gli Oceaniti ed i Doi. La zona del tempio, descritta con dovizia di particolari, era ricchissima di flora e fauna, così come notevole era il tempio, lungo 60 metri ed al quale si accedeva tramite un viale lungo 720 metri e largo 30. Dominava la piana il monte Olimpo Trifilio, sede dei primi abitatori dell'isola e di osservatori astronomici naturali. Oltre a Panara, l'isola aveva come città notevoli Iracia, Dalis ed Oceanis.
Evemero doveva poi dedicare il II libro alla descrizione della politeia, della costituzione e della società di Pancaia.
La società era tripartita: alla prima "casta", quella dei sacerdoti, spettava la direzione degli affari pubblici e delle controversie giuridiche. La seconda "casta", degli agricoltori, si occupava della lavorazione della terra e dell'immagazzinamento dei prodotti per l'uso comune: come incentivo al lavoro, i sacerdoti stilavano una classifica dei più meritevoli, il primo dei quali riceveva un premio. Ultima casta era quella dei soldati, che, stipendiati dallo Stato, proteggevano il paese vivendo in accampamenti fissi e tenendo lontani i briganti che, in una zona del paese, attaccavano gli agricoltori. Principale arma da guerra, come nella Grecia omerica, era il carro. Seguiva poi, nella descrizione della società, un'ampia sezione dedicata ai prodotti metalliferi dell'isola ed ai costumi dell'abbigliamento dei Pancei.
Il III libro, infine, svolgeva l'argomento da cui l'intera opera traeva il nome e lo scopo "politico": la religione ideale dei Pancei, narrata secondo uno schema mitografico.
Ritornando alla descrizione del tempio di Zeus Trifilio, Evemero descriveva brevemente il culto tributato agli dei dai Pancei e la struttura interna del tempio, nel quale era posta una stele d'oro che recava iscritte, in geroglifici, le imprese degli dei che i sacerdoti cantano negli inni e nei riti divini. Secondo la casta sacerdotale di Pancaia, gli dei erano nati a Creta ed erano stati condotti a Pancaia dal grande re Zeus, di cui Evemero narra la genealogia e le imprese. Dopo essersi dilungato ad esporre le complesse trame di potere che portarono Urano a divenire il primo re del mondo abitato e ad essere onorato per la sua conoscenza dell'astronomia come dio del cielo, Evemero riporta che Crono, figlio minore di Urano, spodestò il legittimo erede, il fratello Titano, dopo una guerra e, sposata Rea-Opis, sua sorella, generò Zeus, Era e Poseidone.
Ultimo gran re fu appunto Zeus, figlio di Crono, che liberò fratelli e zii dalla prigionia in cui Crono li aveva costretti e, con diversi matrimoni, si assicurò una numerosa discendenza. Assicuratasi l'alleanza con Belo, re di Babilonia, Zeus conquistò poi la Siria e la Cilicia, nonché l'Egitto, dove ricevette il titolo onorifico di Ammone e con questo nome vi venne onorato sotto le spoglie di un ariete, poiché in battaglia indossava un elmo aureo ornato appunto da corna d'ariete. Percorsa cinque volte la terra e beneficatala con i semi della civiltà e della religione, Zeus, in tarda età, prima di morire, condusse appunto a Pancaia i suoi discendenti, ai quali lasciò compiti specifici di governo: suo fratello Poseidone governò i mari ed i percorsi marittimi, così come Ade si occupò dei riti e dell'amministrazione dei morti ed Ermes presiedette all'alfabetizzazione ed alla diffusione della cultura. Morto Zeus, che aveva fatto incidere su una stele d'oro le imprese sue e dei suoi avi, gli fu eretto un tempio, appunto di Zeus Trifilio, ed Ermes incise sulla stele le imprese dei suoi discendenti, che come lui sono onorati come dei dagli uomini per le grandi imprese compiute.

## L'interpretazione evemeristica
È, dunque, presente in Evemero un'interpretazione razionalistica della natura degli dèi, secondo la quale essi erano stati in origine uomini molto potenti che si erano successivamente guadagnati la venerazione dei concittadini; da qui il termine evemerismo per descrivere questa teoria. Evemero divenne famoso rapidamente proprio per questa teoria, la spiegazione razionalistica della genesi degli dei. Se la sua opera, come quella degli altri storici a lui contemporanei, fu rapidamente eclissata dal Romanzo di Alessandro, le sue idee ebbero vasta eco e grazie all'Euhemerus di Ennio esse furono integrate nella teologia dei Romani del periodo Augusteo.
Evemero non è l'unico e neppure il più noto degli storici "utopistici" o romanzeschi. I suoi interessi etnografici lo avvicinano al suo contemporaneo Ecateo di Abdera, autore di una monografia Sugli Egiziani divenuta anch'essa fonte citata da Diodoro Siculo. Da Ecateo egli ricava anche il gusto per la commistione di dati etnografici e la sua ottica di storico, coerente con il profilo dei memorialisti di età ellenistica, non è particolarmente interessata a riferire un resoconto veritiero, quanto a suscitare nel lettore le emozioni che nel secolo precedente erano richieste nelle rappresentazioni drammatiche, soffermandosi su particolari esotici e romanzeschi.